# Lecteur de CD-ROM
 (janvier 2015).
Si vous disposez d'ouvrages ou d'articles de référence ou si vous connaissez des sites web de qualité traitant du thème abordé ici, merci de compléter l'article en donnant les références utiles à sa vérifiabilité et en les liant à la section « Notes et références ».
Cet article court présente un sujet plus développé dans : CD-ROM.

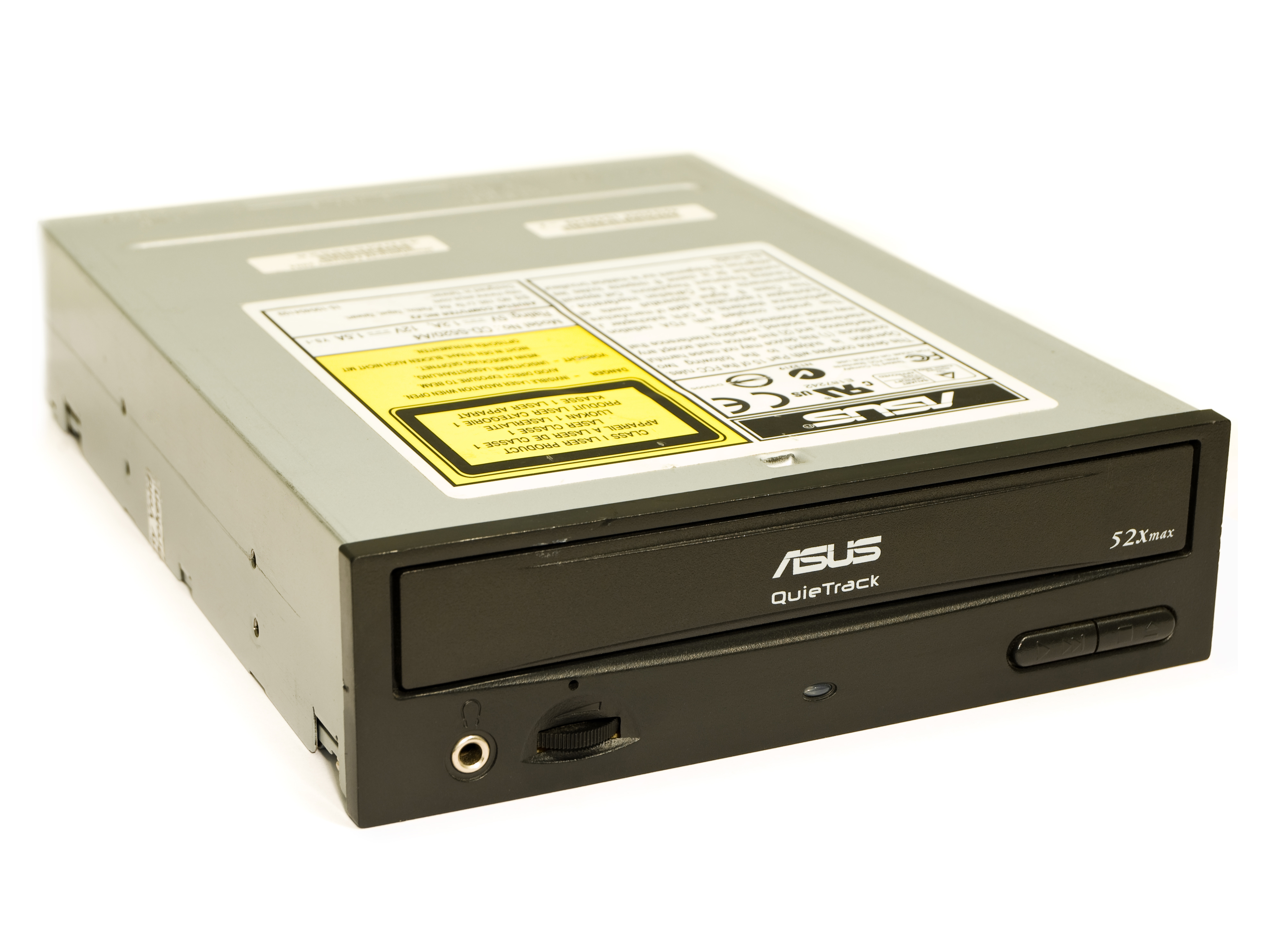
Lecteur de CD-ROM ASUS CD-S520/A4 pour ordinateur de bureau

Un lecteur de CD-ROM est un périphérique informatique d'entrée permettant de lire des CD-ROM. Les modèles de salon ou d'ordinateur permettent aussi de graver des CD vierges ou réinscriptibles.

## types de lecteurs
Il existe différents types de lecteurs de CD-ROM:
- Lecteur de CD-ROM pour autoradio ou baladeur
- Lecteur-enregistreur interne de CD pour ordinateur de bureau ou portable. La connexion avec le système hôte peut se faire par une connexion SCSI, IDE ou S-ATA.
- Lecteur-enregistreur de salon pour CD et DVD,
- Lecteur de CD-ROM pour console de jeu.